# Silvaplana (Schiff, 1938)
Die Silvaplana war ein Ende der 1930er Jahre gebauter, norwegischer Stückgutfrachter der in Oslo ansässigen Reederei Tschudi & Eitzen. Das Schiff, benannt nach der Gemeinde Silvaplana in der Schweiz, wurde Ende 1937 auf der Kockums-Werft in Malmö auf Kiel gelegt, lief am 15. September 1938 von Stapel und wurde schließlich Ende November 1938 in Dienst gestellt. Im Zweiten Weltkrieg wurde der Frachter im September 1941 im Südpazifik von dem deutschen Hilfskreuzer Atlantis gekapert und als Prisenschiff zu einem französischen Hafen umgeleitet. Später wurde das Frachtschiff unter dem neuen Namen Irene als Blockadebrecher deutscherseits eingesetzt. In dieser Funktion wurde das Motorschiff am 10. April 1943 in der Biskaya von der eigenen Besatzung selbstversenkt, um einer Aufbringung durch ein britisches Kriegsschiff zu entgehen.

## Technische Aspekte
Die Silvaplana besaß eine maximale Länge von 124,86 Metern und eine Breite von 16,94 Metern. Der durchschnittliche Tiefgang lag bei 6,20 Meter, konnte aber bei voller Beladung auf 7,75 Meter anwachsen. Der aus Stahl gebaute Stückgutfrachter war mit 4.793 BRT vermessen und verfügte über vier Laderäume (mit einer Luckenfläche von je rund 45 Quadratmetern) und elf Ladekräne, wobei es sich hierbei um einen einzelnen Schwerlastkran, der maximal ein Gewicht von 25 Tonnen anheben konnte, und zehn kleinere Kräne handelte, die maximal fünf Tonnen anheben konnten. Die Tragfähigkeit des Schiffes lag bei 9.325 tdw. Die Antriebsanlage bestand aus einer von der Kockums-Werft gebauten MAN-5-Zylinder-2-Takt-Dieselmaschine. Diese wirkte auf eine einzelne Welle und konnte, bei einer maximalen Leistung von 3.300 PS und bei 110 Umdrehungen pro Minute, dem Schiff eine Höchstfahrt von rund 13,5 kn (etwa 25 km/h) ermöglichen. Die Besatzung bestand im Regelfall aus 32 Personen.

## Dienstzeit
Nach der Indienststellung bediente die Silvaplana zwischen Ende 1938 und Frühjahr 1940 vor allem die pazifische Route zwischen Südostasien und Nordamerika. Zumeist wurde hierbei Stückgut geladen, vor allem Sago, Kautschuk, Maniok, Hölzer, Kaffee, Tee, Textilien und Gewürze. Die Fracht wurde fast immer in Häfen in Niederländisch-Indien oder in Singapur aufgenommen, die Zielhäfen waren normalerweise Baltimore, New York City oder Halifax. Regelmäßig wurde dabei der Panamakanal passiert. Weitere Häfen, die sporadisch angelaufen wurden, waren beispielsweise Yokohama, Hongkong und Wladiwostok.
Nach Ausbruch des Zweiten Weltkrieges 1939 und auch nach der ab April 1940 erfolgten deutschen Besetzung Norwegens verblieb das Schiff zunächst weiterhin unter norwegischer Flagge und transportierte Güter auf der pazifischen Route. Gleichwohl allerdings wurde die Silvaplana von der Reederei Tschudi & Eitzen, deren Verwaltungssitz in Oslo unter deutsche Kontrolle gefallen war, der am 20. April 1940 neu gegründeten Norwegian Shipping & Trade Mission (Nortraship, eine Exil-Reedereiorganisation für alle auf den Weltmeeren fahrenden Handelsschiffe unter norwegischer Flagge) in London zur Bereederung übertragen. Der Frachter verkehrte somit weiterhin auf seinen bekannten Strecken, fuhr nun aber auch für die britischen beziehungsweise alliierten Kriegsanstrengungen und transportierte teils kriegswichtige Güter.

## Kaperung durch dieAtlantis
Am 23. August 1941 verließ die Silvaplana Surabaya, der Zielhafen der Reise war New York City. Das unter dem Kommando von Kapitän Niels S. Nielsen stehende Schiff lief am 29. August 1941 im Rahmen eines kurzen Zwischenstopps zur Frischwasseraufnahme noch Thursday Island an, setzte aber danach ohne weitere Unterbrechungen seine Fahrt durch den Südpazifik fort. Am 10. September 1941, der Frachter stand zu diesem Zeitpunkt rund 450 Seemeilen südwestlich der Cookinseln, etwa auf Position 26° 16′ S, 164° 25′ W, näherte sich der Silvaplana ein unbekanntes, offenkundig niederländisches Frachtschiff namens Polyphemus. Es handelte sich hierbei um den getarnten deutschen Handelsstörkreuzer Atlantis unter dem Kommando von Kapitän zur See Bernhard Rogge. Auf eine Distanz von rund 4.500 Metern gab das deutsche Schiff sich zu erkennen und forderte die Silvaplana zum Stoppen auf. Dieser Anweisung kam Kapitän Nielsen auch nach, ließ den Funker aber ein QQQ-Signal senden, das allerdings von Bord der Atlantis aus gestört und später durch deren Funkstation auf gleicher Frequenz widerrufen wurde. Gleichwohl allerdings wurde, wie nach dem Krieg bekannt wurde, das Funksignal der Silvaplana, wenn auch unvollständig, von alliierten Funkstellen in Australien und auf Rarotonga durchaus empfangen und dahingehend richtig gedeutet, dass ein Handelsstörer im Südpazifik aktiv ist. Bei der nachfolgenden Kaperung des Frachters setzte das deutsche Schiff keine Waffengewalt ein.
An Bord der voll beladenen Silvaplana befanden sich neben einer großen Ladung von 5.000 Tonnen Sago auch kriegswichtige Güter, so unter anderem 2.200 Tonnen Naturkautschuk und rund 540 Tonnen Zinn. Dazu kam noch eine Ladung Kaffee (rund 45 Tonnen) und von verschiedenen Gewürzen (darunter Vanille, Zimt und Pfeffer). Angesichts dieser wertvollen Fracht (und auch, weil das moderne Motorschiff die Atlantis begleitete, was ein entsprechendes Risiko bedeutete, sollte der Hilfskreuzer auf alliierte Kriegsschiffe treffen) wurde von Kapitän zur See Rogge am 27. September 1941 der Entschluss gefasst, den Frachter mit einem 15 Mann zählenden Prisenkommando an Bord (unter Leutnant zur See Dittmann) aus dem Verband mit der Atlantis zu entlassen und auf den Weg in das von den Deutschen besetzte Frankreich zu schicken. Die Silvaplana, mittlerweile als Prise 6 bezeichnet, nahm nachfolgend die Route durch den Südpazifik, umrundete Kap Hoorn in stürmischem Wetter und erreichte schließlich am 17. November 1941 den Hafen von Bordeaux. Aufgrund der wertvollen Ladung wurde das Schiff in den letzten zehn Tagen der Fahrt von dem extra für diese Mission vom Befehlshaber der U-Boote abkommandierten deutschen U-Boot U 109 begleitet. Die 32 Personen zählende Besatzung des Frachters (26 Norweger, vier Schweden und je ein Pole und ein Däne) wurde zunächst interniert, dann aber im April 1942 freigelassen und die Seeleute durften in ihre Heimatländer (die allerdings, von Schweden abgesehen, zu diesem Zeitpunkt ebenfalls von den Deutschen besetzt waren) zurückkehren.

## Einsatz als BlockadebrecherIrene
Nachdem das Schiff im Dezember 1941 kurzzeitig als Versorger zu den Kanalinseln eingesetzt worden war, erging am 1. Januar 1942 seitens der Kriegsmarine die Order, den Frachter unter dem neuen Namen Irene zu einem Blockadebrecher umzurüsten. Aus diesem Grund wurde die ehemalige Silvaplana ab dem 6. April 1942 in Nantes einer Überholung unterzogen und eingedockt, zudem erhielt das Motorschiff eine Bewaffnung, bestehend aus einem am Heck aufgestellten 10,5-cm-Geschütz sowie zwei einzeln lafettierten 2-cm-Flak 30, die auf den Brückennocken installiert wurden. Aufgrund von Verzögerungen bei der Umrüstung war das Schiff erst ab September 1942 in seiner neuen Rolle einsatzbereit. Zuvor, im Mai 1942, war die Irene von der Kriegsmarine an die Hamburger Reederei F. Laeisz übergeben worden, die das Schiff nachfolgend zu bereedern hatte. (Die Irene fuhr deswegen ab diesem Zeitpunkt, obgleich bewaffnet, nicht mehr unter der Kriegsflagge, sondern unter der Handelsflagge.) Am 3. Oktober 1942 schließlich lief die Irene, im Kontext eines konzertierten Ausbruches von insgesamt neun Blockadebrechern, aus der Gironde aus. Zielhafen der Fahrt war der japanische Hafen Kōbe, wobei es einen Zwischenstopp im (japanisch besetzten) Batavia geben sollte. Die Ausreise nach Japan gelang ohne Schwierigkeiten und der Zielhafen Kōbe wurde, nach einem Zwischenstopp in Batavia am 28. November 1942, Mitte Dezember 1942 auch erreicht.

## Verlust
Die Irene verließ am 4. Januar 1943 den Hafen von Kōbe. An Bord des unter dem Kommando von Kapitän Wendt stehenden Schiffes befanden sich 157 Personen, darunter 45 Mann Bedienpersonal für die Bewaffnung und rund 50 Angehörige des am 30. November 1942 nach einer Tankexplosion in Yokohama gesunkenen Trossschiffes Uckermark sowie des (bei der gleichen Explosion zerstörten) Hilfskreuzers Thor, dazu kam eine kleinere Ladung Schellack. Am 2. Februar 1943 wurde Singapur erreicht, wo die Hauptladung an kriegswichtigen Rohstoffen aufgenommen wurde, insgesamt mehr als 6.000 Tonnen, darunter Naturkautschuk, Chinin, Wolfram und Zinn. Nach zweitägigem Aufenthalt wurde Singapur am 4. Februar 1943 wieder verlassen und die gefahrvolle Rückfahrt nach Europa begann. Die Rückreise erfolgte auf einer Route quer über den südlichen Indischen Ozean, wobei Anfang März das Kap der Guten Hoffnung passiert wurde. 

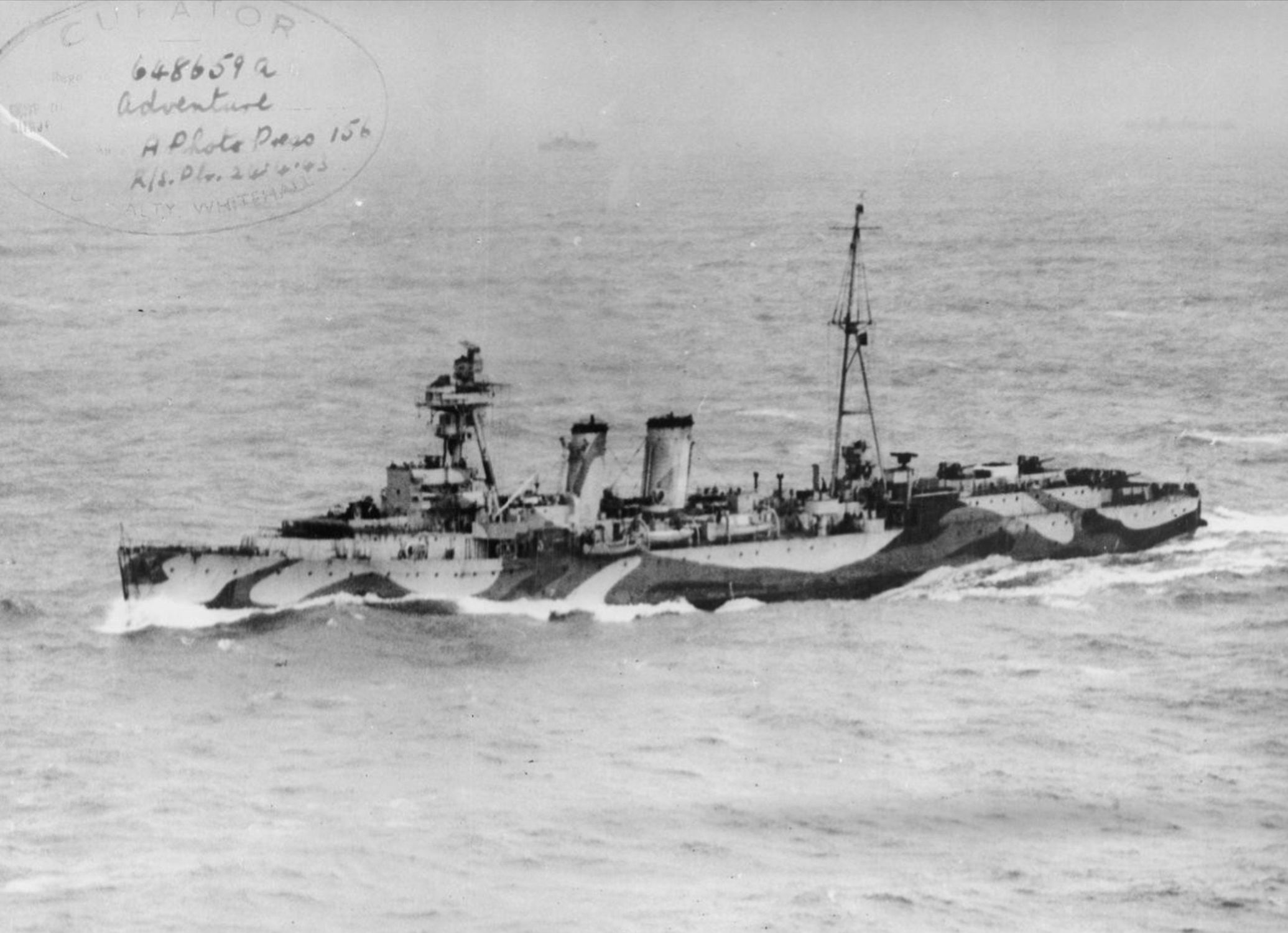
Der britische Minenkreuzer Adventure.

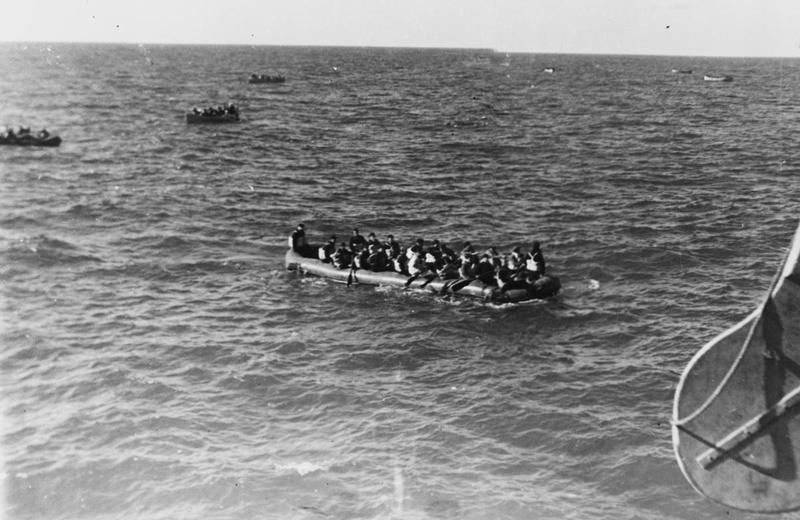
Besatzungsangehörige der gesunkenen Irene nähern sich in Rettungsbooten dem Kreuzer Adventure. Die gesamte Besatzung überlebte. Man beachte das offenkundig gute Wetter und die ruhige See.

Der alliierten Funkbeobachtung (siehe Ultra) war zu diesem Zeitpunkt indessen bereits bekannt, dass mehrere Blockadebrecher auf dem Rückmarsch aus Asien waren, unter anderem die deutsche Regensburg und die italienische Pietro Orseolo, weswegen verstärkte See- und Luftpatrouillen angesetzt wurden, so in der Biskaya und in der Dänemarkstraße. Die Irene konnte zunächst, unter Einhaltung einer völligen Funkstille, bis in den Nordatlantik vordringen, wurde allerdings dennoch in den Nachmittagsstunden des 9. April 1943 von einem Flugzeug des RAF Coastal Command zufällig entdeckt, als das Schiff rund 375 Seemeilen westlich von Vigo stand. Auf die Funkmeldung dieses Flugzeuges hin wurde der britische Minenkreuzer Adventure, der sich auf einem Verlegungsmarsch von Gibraltar nach Milford Haven befand, umgeleitet zum Abfangen des deutschen Schiffes.
In den Morgenstunden des 10. April 1943, etwa auf Position 43° 18′ N, 14° 26′ W (rund 275 Seemeilen westlich von Vigo), kam das britische Kriegsschiff in Sichtweite des Blockadebrechers. Bei Annäherung des britischen Kreuzers, der zwei Warnschüsse über den Bug der Irene hinweg feuerte, steckte die deutsche Besatzung ihr Schiff in Brand, öffnete die Seeventile und ging geordnet in die Rettungsboote. Die Adventure konnte nachfolgend bei ruhiger See alle 157 Menschen, die sich an Bord des Blockadebrechers befunden hatten, retten (sie wurden später auf Kriegsgefangenenlager in England und Kanada verteilt). Da allerdings den deutschen Dienststellen zunächst keine Rückmeldung über den Verlust des Schiffes vorlag, suchten insgesamt vier deutsche U-Boote, darunter auch U 176, das zum Geleitschutz des Blockadebrechers abkommandiert worden war (allerdings ohne ihn rechtzeitig zu erreichen), das betreffende Seegebiet noch zwei Tage lang ab. Sie konnten allerdings außer acht leeren Rettungsbooten keine Spuren des Frachters mehr auffinden. Die Suche wurde schließlich am 12. April 1943 eingestellt, nachdem ersichtlich wurde, dass die Irene versenkt worden war.